# Alex Pritchard
Alex David Pritchard (Orsett, 3 maggio 1993) è un calciatore inglese, centrocampista del Sivasspor.

## Caratteristiche tecniche
Esterno offensivo in grado di ricoprire il ruolo di trequartista. È uno specialista sui calci piazzati.

## Carriera

### Club
Muove i suoi primi passi nel settore giovanile del West Ham, prima di approdare - nel 2009 - al Tottenham.
Il 31 gennaio 2013 il Peterborough United ne rileva in prestito il cartellino. Esordisce tra i professionisti il 2 febbraio in Peterborough United-Burnley (2-2). Termina l'annata con altre 5 presenze.
Il 9 luglio 2013 passa in prestito allo Swindon Town, in League One. Rientrato in anticipo alla base, l'11 maggio 2014 esordisce in Premier League subentrando al posto di Sigurðsson al 38' della ripresa nell'incontro vinto 3-0 dagli Spurs contro l'Aston Villa.
Dopo aver rinnovato il proprio contratto fino al 2016, il 17 luglio 2014 viene ceduto in prestito al Brentford.
Il 1º febbraio 2016 sottoscrive un contratto di sei mesi con il West Bromwich.

### Nazionale
Il 28 maggio 2013 viene incluso da Peter Taylor nella lista dei convocati che prenderanno parte al Mondiale Under-20, svoltosi in Turchia. Nel corso della manifestazione - conclusa con l'eliminazione della selezione inglese nella fase a gironi - scende in campo in 2 occasioni.
Il 20 maggio 2015 viene convocato per l'Europeo Under-21 2015, disputato in Repubblica Ceca. Termina in anticipo la manifestazione a causa di un infortunio ai legamenti della caviglia rimediato contro la Svezia.

## Statistiche

### Presenze e reti nei club
Statistiche aggiornate al 14 settembre 2024.
| Stagione                 | Squadra                  | Campionato               | Campionato | Campionato | Coppe nazionali | Coppe nazionali | Coppe nazionali | Coppe continentali | Coppe continentali | Coppe continentali | Altre coppe | Altre coppe | Altre coppe | Totale | Totale |
| Stagione                 | Squadra                  | Comp                     | Pres       | Reti       | Comp            | Pres            | Reti            | Comp               | Pres               | Reti               | Comp        | Pres        | Reti        | Pres   | Reti   |
| ------------------------ | ------------------------ | ------------------------ | ---------- | ---------- | --------------- | --------------- | --------------- | ------------------ | ------------------ | ------------------ | ----------- | ----------- | ----------- | ------ | ------ |
| 2011-2012                | Tottenham                | PL                       | 0          | 0          | FACup+CdL       | 0               | 0               | UEL                | 0                  | 0                  | -           | -           | -           | 0      | 0      |
| 2012-gen. 2013           | Tottenham                | PL                       | 0          | 0          | FACup+CdL       | 0               | 0               | UEL                | -                  | -                  | -           | -           | -           | 0      | 0      |
| gen.-giu. 2013           | Peterborough United      | FLC                      | 6          | 0          | FACup+CdL       | -               | -               | -                  | -                  | -                  | -           | -           | -           | 6      | 0      |
| 2013-apr. 2014           | Swindon Town             | FL1                      | 36         | 6          | FACup+CdL       | 1+3             | 0+1             | -                  | -                  | -                  | FLT         | 4           | 1           | 44     | 8      |
| apr.-giu. 2014           | Tottenham                | PL                       | 1          | 0          | FACup+CdL       | -               | -               | UEL                | -                  | -                  | -           | -           | -           | 1      | 0      |
| 2014-2015                | Brentford                | FLC                      | 45+2       | 12         | FACup+CdL       | 0               | 0               | -                  | -                  | -                  | -           | -           | -           | 47     | 12     |
| 2015-gen. 2016           | Tottenham                | PL                       | 1          | 0          | FACup+CdL       | 0               | 0               | UEL                | 0                  | 0                  | -           | -           | -           | 1      | 0      |
| Totale Tottenham         | Totale Tottenham         | Totale Tottenham         | 2          | 0          |                 | 0               | 0               |                    | 0                  | 0                  |             | -           | -           | 2      | 0      |
| gen.-giu. 2016           | West Bromwich            | PL                       | 2          | 0          | FACup+CdL       | 1+0             | 0               | -                  | -                  | -                  | -           | -           | -           | 3      | 0      |
| 2016-2017                | Norwich City             | FLC                      | 30         | 6          | FACup+CdL       | 2+2             | 0+1             | -                  | -                  | -                  | -           | -           | -           | 34     | 7      |
| 2017-gen. 2018           | Norwich City             | FLC                      | 8          | 1          | FACup+CdL       | 1+0             | 0               | -                  | -                  | -                  | -           | -           | -           | 9      | 1      |
| Totale Norwich City      | Totale Norwich City      | Totale Norwich City      | 38         | 7          |                 | 5               | 1               |                    | -                  | -                  |             | -           | -           | 43     | 8      |
| gen.-giu. 2018           | Huddersfield Town        | PL                       | 14         | 1          | FACup+CdL       | 0               | 0               | -                  | -                  | -                  | -           | -           | -           | 14     | 1      |
| 2018-2019                | Huddersfield Town        | PL                       | 30         | 2          | FACup+CdL       | 1+1             | 0               | -                  | -                  | -                  | -           | -           | -           | 32     | 2      |
| 2019-2020                | Huddersfield Town        | FLC                      | 18         | 0          | FACup+CdL       | 0               | 0               | -                  | -                  | -                  | -           | -           | -           | 18     | 0      |
| 2020-2021                | Huddersfield Town        | FLC                      | 18         | 0          | FACup+CdL       | 0+1             | 0               | -                  | -                  | -                  | -           | -           | -           | 19     | 0      |
| Totale Huddersfield Town | Totale Huddersfield Town | Totale Huddersfield Town | 80         | 3          |                 | 3               | 0               |                    | -                  | -                  |             | -           | -           | 83     | 3      |
| 2021-2022                | Sunderland               | FL1                      | 36+3       | 4          | FACup+CdL       | 1+5             | 0               | -                  | -                  | -                  | FLT         | 2           | 0           | 47     | 4      |
| 2022-2023                | Sunderland               | FLC                      | 40+2       | 4          | FACup+CdL       | 1+0             | 0               | -                  | -                  | -                  | -           | -           | -           | 43     | 4      |
| 2023-feb. 2024           | Sunderland               | FLC                      | 23         | 1          | FACup+CdL       | 1+1             | 0               | -                  | -                  | -                  | -           | -           | -           | 25     | 1      |
| Totale Sunderland        | Totale Sunderland        | Totale Sunderland        | 99+5       | 9          |                 | 9               | 0               |                    | -                  | -                  |             | 2           | 0           | 115    | 9      |
| feb.-giu. 2024           | Birmingham City          | FLC                      | 9          | 0          | FACup+CdL       | -               | -               | -                  | -                  | -                  | -           | -           | -           | 9      | 0      |
| 2024-2025                | Sivasspor                | SL                       | 5          | 0          | TK              | 0               | 0               | -                  | -                  | -                  | -           | -           | -           | 5      | 0      |
| Totale carriera          | Totale carriera          | Totale carriera          | 329        | 37         |                 | 22              | 2               |                    | 0                  | 0                  |             | 6           | 1           | 357    | 40     |